# 香港音樂
香港音樂指產生於香港的音樂，包括粵語流行音乐、歷史悠久的粵劇、香港中樂、香港西洋交響樂（香港管弦樂團為最有代表性的交響樂團）等。

## 早期
香港存在本地傳統歌謠，但對此的研究並不多:22-24。本地漁民亦流傳著「漁歌」。
1843年，牧歌協會已經在香港成立，索爾頓為首任會長。1861年，合唱協會在C.F.A.Sangster提議下成立。1872年，合唱協會開始以愛樂協會名義組織音樂會。:257
从开埠至今，在香港，華人十分喜愛粵曲、粵劇。尤其是20世纪20年代至60年代，粵曲、粵劇发展十分兴旺，是当时香港华人平民生活的一部分。

## 流行音樂
香港傳媒常用「香港樂壇」稱呼流行音樂業界，其自1980年代起被粵語流行曲所主導，當中包括歌手、樂隊、作曲家、填詞人、歌曲出版、國際分銷發行、經理人合約制度、唱片公司、唱片騎師、電視劇主題曲、歌唱比賽、競賽、歌迷會、音樂愛好者、音樂頒獎禮、香港流行文化等互動產生的香港文化產業，它影響香港GDP及香港文化時尚。

### 歐西流行曲
1950年代在高級夜總會表演的歌星以獻唱歐西流行曲為主，配以樂師（主要為菲律賓籍）現場伴奏。當時受歡迎的夜總會大樂隊的樂師有吹奏色士風的 Kenny Lee、打鼓的洛平、結他的孫立功、Tony Carprio等。英文歌曲流行的原因是這類高級娛樂場所的客源主要為上流社會的洋人（只有少數華人較有社會地位和經濟能力能負擔這類高級消費）。
由於接觸西方流行音樂，1960年代的年輕人喜歡自組樂隊，歌路以英文歌曲為主。著名樂隊有The Astro-note（太空之音）的陈欣健 （Philip Chan）、Anders Nellson and the Kontinentals、 祖·尊尼亞（Joe Junior）與黎愛蓮（Irene Ryder）、泰迪羅賓與花花公子樂隊（Teddy Robin & The Playboys）、許冠傑與蓮花樂隊（Sam Hui & Lotus）、陳任與Menace（Joe Chen & Menace）、鬆散者（Loosers，溫拿樂隊前身）以至較後期的新特樂（New Top Notes）及玉石樂隊（Jade）等。

### 國語流行曲
在1950年代以前，來自上海海派的國語時代曲出现於香港，代表的歌星有龔秋霞、周璇、姚莉、李香蘭、白光、吳鶯音、張露等。
到了1970年代來自台灣的歌手曾一度风靡香港樂壇，包括青山、姚蘇蓉、楊燕、湯蘭花、劉家昌、尤雅、鄧麗君等。 「東方歌藝團」曾多次訪港，網羅最多當紅台灣歌手辦舞台表演。
2000年代後，生於夏威夷、中國內地成長、中學時移居香港的流行創作歌手方大同，是主要以國語作品在香港出道並成功發展的罕見例子。

### 粵語流行曲
五六十年代是歐西及國語歌曲流行的年代。不过，對於占人口大多数的低下阶层，粤曲才是真正流行的音乐。从粤剧滋生出纯演唱的粤曲歌坛，将全出粤剧化整为零，在民间流传，一般歌坛附设在茶楼之内，供人品茶听曲，消费尚算普及，平民可以负担，在五十年代初期，十分兴旺。此外，1960年代后期，来自星马的郑锦昌和丽莎打开香港市场，当时的郑锦昌有“粤曲王子”之称，而丽莎則被称为“粤曲王后”。他们的经典名曲包括《新禅院钟声》、《唐山大兄》、《相思泪》等，可是仍未令粤语流行音乐走出低下阶层音乐的形象。电影演员如陈宝珠、胡枫、吕奇、萧芳芳等也有不少歌曲作品，多為电影插曲。
到1970年代中期，許冠傑、黎彼得、顧嘉煇、黃霑、盧國沾、黎小田等填詞人和作曲人把粵語流行音乐普及化，開拓新的題材，使社會大眾從此不再歧視粵語歌，例如許冠傑创作的粤语流行曲，歌词不但生鬼活潑，而且贴近当时香港普罗市民的生活，因此大受欢迎。
從1970年代中後期至1980年代初，個人風格強烈且能獨當一面的粵語歌手輩出，配合幕後音樂人才湧現，成就了經典巨星的時代，歌唱派如關正傑、徐小鳳、甄妮、羅文，唱作型如許冠傑、林子祥、Beyond，以至中期冒起的偶像派譚詠麟、陳百強、梅艷芳和張國榮，都同時大放異彩，至今仍擁有跨時代的影響力。八十年代的歌手無論在音樂造詣、現場功力及曲風多元等方面均有相當不俗的水平，為樂壇後起者樹立了典範，而當時的唱片的發行量及銷售量，亦印證了這段時期的香港粵語流行樂壇已發展成熟。
踏入1990年代，張學友、黎明、劉德華、郭富城並稱為「四大天王」，受歡迎程度遍及大中華地區，甚至遠及韓國。女歌星如葉蒨文、林憶蓮、陳慧嫻、王菲、彭羚、鄭秀文、陳慧琳在樂壇亦佔有重要地位。當中張學友更是華語樂壇天王的表表者，為樂壇締造歷史。張學友的唱片銷量高達國際水平，更參與了國際音樂頒獎典禮如World Music Awards，成爲香港流行音樂史「對外」的代表者。1995 年，香港商業電台提倡「原創歌運動」，令唱片公司漸漸減少推出改編外國歌曲。到90年代後期，因翻版唱片及非法下載歌曲問題嚴重，導致唱片銷量大跌，唱片公司開始側重創作K歌，以搶佔卡拉OK播放版權費市場。
2000年代，李克勤、陳奕迅、許志安、古巨基、楊千嬅、容祖兒等天王天后成為香港樂壇主力。實力派唱作人如側田、鄧紫棋等和偶像派如Twins、Boy'z等相繼加入樂壇成為新力軍。
2010年代，陳奕迅、張敬軒、周柏豪、容祖兒、謝安琪、衞蘭、男子組合C AllStar、樂隊Supper Moment 等音樂單位為香港樂壇主力。這時期香港樂壇青黃不接 ，加上韓國的綜合流行文化崛起，最終導致年輕樂迷大量流失，以韓國流行音樂為潮流，粵語樂壇步入低潮。樂壇中流砥柱的陳奕迅至此已稱霸香港樂壇多年，除連奪多屆《叱咤樂壇流行榜頒獎典禮》「叱咤樂壇男歌手金獎」及「叱咤樂壇我最喜愛男歌手」，成為該兩項大獎的紀錄保持人之外，於本地及海外各大音樂頒獎禮均獲獎無數；陳奕迅更三度成為台灣《金曲獎》「最佳國語男歌手」，金曲歌王紀錄保持人之一，香港歷代歌手之冠。陳奕迅亦成功舉行多次世界巡迴演唱會，歌單多以粵語歌為主，使香港音樂繼續得以響遍世界各地；並成為首位在高雄巨蛋開演唱會的香港歌手， 首位在英國倫敦O2 Arena開演唱會的華人歌手，首位於北京國家體育場(俗稱北京鳥巢)舉行演唱會的香港歌手，並於北京鳥巢連開兩場。陳奕迅更以粵語歌為主的《L.O.V.E.》大碟成功問鼎台灣《第30屆金曲獎》三個大獎， 最終憑大碟製作人王雙駿奪得「最佳專輯製作人獎」，是史上首次有粵語專輯獲金曲獎。 及至2023年，陳奕迅的《人啊人》作詞人周耀輝更憑這首歌獲台灣《第34屆金曲獎》「最佳作詞人獎」，是金曲獎史上首次有粵語歌入圍及獲得該獎項。陳奕迅「華語樂壇天王」地位及影響力備受肯定 ，為香港粵語流行樂壇締造歷史。 
2020年代初，林家謙、張天賦等新晉歌手及偶像派男子組合MIRROR成為樂壇當紅新力軍；另因電腦及互聯網科技發達使樂壇入行門檻大大降低，不少新人以獨立音樂創作人自居於網上發佈單曲，並靠網上社交平台、網媒等推廣及爭取人氣上位。
雖然2020年代初偶像派當道，實力派歌手仍獲歌迷大力支持。天王陳奕迅及歌神張學友於2022及2023年分別於紅館舉行27及24場個人演唱會，反應仍非常熱烈，場數遠超當時偶像派歌手。2024年，廟街歌王尹光以79歲高齡推出融合AI元素的新歌《Dear Myself》，並首次晉身《叱咤我最喜愛男歌手》最後五強，有說因有樂迷不滿MIRROR 成員表現及鏡粉「玩爛」頒獎禮，所以擁躍投票支持他以實力派抗衡偶像派。

#### 電視劇主題曲
七十年代中期，由顧嘉煇及葉紹德創作、仙杜拉主唱的《啼笑因緣》同名電視劇主題曲大受歡迎，其後由黃霑、顧嘉煇、盧國沾、黎小田等人創作的「電視歌」，多為雅俗共賞並反映時代面貌的藝術作品，具有重要的音樂地位。由七十年代開始，眾多樂壇天王天后都演唱過不少大熱電視劇主題曲，經典作品如《铁血丹心》、《上海灘》等等。八九十年代，不仅是香港樂壇和影壇最辉煌的年代，同样亦是香港电视剧壇最辉煌的年代。

### 其他語言

#### 日語
- 過往香港歌手發展日本市場時會推出日語版歌曲。1983年，梅艷芳以《交出我的心》的日語版《強吻之前（日语：唇をうばう前に）》參加《第12屆東京音樂節（日语：第12回東京音楽祭）》，並獲得獎項[9]。又如譚詠麟的《夏日寒風》、Beyond的《海闊天空》等都有日語版。本地市場方面，2020年代女歌手麗英曾推出其粵語歌曲《東京一轉》的日語版《東京夢遊》（波多野裕介填詞）[10]，《惡作劇完成》的日語版[11]，並在本地派台。2025年，創作歌手葉彥廷亦推出其粵語歌曲《努力的天才》的日語版[12][13]。（參考：Category:粵語日語版本同時創作的歌曲、Category:粵語歌重填日語詞）
- 2015年有日本公司在香港舉行選秀，成立日系女團乙女奇蹟，2017年解散後部分成員自組新組合乙女新夢，她們除了翻唱日本歌曲，亦起用日本人班底創作屬於自己的原創日語歌曲[14][15]。2025年ViuTV劇集《弊傢伙！我要去祓魔》採用原創日語歌為主題曲及片尾曲，分別由乙女新夢及盤菜瑩子主唱[16]。
- 2023年，無綫電視的音樂公司TMG旗下女歌手戴祖儀推出一半日語一半粵語歌詞的歌曲《女子本色》，作為日本題材劇集《東京愛情動作故事》的主題曲[17]。同年該公司新歌手羅毓儀發表的出道作《完璧》亦包含多句日語歌詞[18]。

## 傳統音樂

### 粵曲
源自粤剧清唱的表演方式，结合了岭南一带的大调、小调、粤讴、龙舟歌、木鱼歌、南音，以音乐伴奏，唱说戏文的表演艺术。粤曲与粤剧互相吸收音乐的养分，在二十世纪三十至四十年代非常流行。
從粵劇發展出來的粵語歌曲有些粵曲腔口，部分伶人改唱時代曲，如鄧寄塵、鄭君綿等。有些完全脫離粵劇的規限創作自己的風格，當時「粵曲」一詞亦有指是粵語歌曲（即粵語流行曲）。

#### 粵劇
歷史最悠久、最具代表性的業界組織為八和會館。
人才培育方面，形式從傳統的師徒制，後來出現社區培訓課程，直至具認可學術地位的學院制形成。1979年八和會館成立八和粵劇學院。香港演藝學院在2010年代設立戲曲學院，開辦粵劇表演藝術相關的專上課程。

## 藝術音樂

### 管弦樂
開埠之初，駐港英軍軍樂隊的銅管樂表演讓管樂成為首種傳入香港華人社會的西方音樂，當時軍樂隊除了演奏軍樂，亦時有演奏其他古典樂曲。香港的第一代警察樂隊的記載可追溯至1860年代，他們使用長號、小號、單簧管三種銅管樂器，1862年後此樂隊轉為隸屬香港義勇軍。:16-26
香港管弦樂團，於1895年成立，1974年正式職業化，在香港推廣傳統管弦樂，並得到康樂及文化事務署資助。
香港小交響樂團，於1990年由一群音樂系畢業生成立，一直致力拉近古典音樂與普羅大眾間之距離。樂團每年演出逾80場次，當中包括不少與本地及國際著名獨奏家、藝團之合作。

### 中樂
- 香港中樂團

### 聲樂
香港著名合唱團包括：
- 香港兒童合唱團
- 波希兒童合唱團
- 學士合唱團
- 熊熊兒童合唱團
- 香港中文大學學生會學生合唱團

### 教育與推廣
1940年末，教育司署轄下的音樂視學組成立香港學校音樂協會，由該組的一名高級主任管理。該會成立後推動籌辦聯校性質的管弦樂團、音樂會、音樂比賽，並在1949年開始每年舉辦香港校際音樂節。:97-110
1977年，教育司署成立音樂事務統籌處，主要工作是為青年提供系統性的器樂訓練、舉辦大眾音樂活動以作推廣，包括西樂及中樂。該處甫成立便每年舉辦「樂韻播萬千」（包括音樂會及一系列活動），1980年起舉辦香港青年音樂營。:154-176

## 表演場地
- 香港體育館：被行內人士、傳媒和樂迷公認為香港乃至華人地區歌手舉行香港演唱會聖地。
- 香港文化中心
- 香港大會堂
- 沙田大會堂
- 荃灣大會堂
- 屯門大會堂
- 高山劇場
- 香港會議展覽中心
- 亞洲國際博覽館
- 啟德主場館
- 啟德體藝館

## 相關學術書籍
- 周光蓁（編）《香港音樂的前世今生——香港早期音樂發展歷程(1930s-1950s)》，三聯，2017，ISBN：9789620438455
- 朱瑞冰（編）《香港音樂發展概論》，三聯，1999，ISBN：9620417410
- 劉靖之（著）《香港音樂史論——粵語流行曲．嚴肅音樂．粵劇》，商務，2013，ISBN：9789620756122
- 劉靖之（著）《香港音樂史論——文化政策．音樂教育》，商務，2014，ISBN：9789620756306
- 吳贛伯（著）《二十世紀香港中樂史稿》，國際演藝評論家協會（英语：International Association of Theatre Critics）（香港分會），2006，ISBN：9628321609
- 黃志淙（著）《流聲》，民政事務局，2007，ISBN：9789620203664